# More Betterness!
More Betterness! är punkbandet No Use for a Names sjätte album, utgivet 1999.

## Låtlista
1. "Not Your Savior" - 3:47
2. "Life Size Mirror" - 3:12
3. "Chasing Rainbows" - 2:51
4. "Lies Can't Pretend" - 2:50
5. "Why Doesn't Anybody Like Me?" - 3:11
6. "Sleeping In" - 3:08
7. "Fairytale of New York" - 3:25
8. "Pride" - 3:08
9. "Always Carrie" - 2:48
10. "Let it Slide" - 2:17
11. "Six Degrees From Misty" - 2:41
12. "Coming Too Close" - 3:20
13. "Saddest Song" - 4:01
14. "Room 19" - 3:18